# Damage (Emphatic)
Damage è il secondo album in studio del gruppo hard rock statunitense Emphatic.

## Tracce
1. Do I – 3:12
2. Get Paid – 3:11
3. Put Down the Drink – 3:49
4. Bounce – 3:03
5. A Place to Fall – 3:52
6. Beg – 4:32
7. Tonight – 3:17
8. Pride – 3:33
9. Original Sin – 3:10
10. Don't Forget About Me – 3:46
11. What Are You Afraid Of? – 2:51
12. Get Paid (Acoustic Version) – 2:55

## Formazione
- Patrick Wilson - voce
- Bill Hudson - chitarra solista
- Lance Dowdle - chitarra ritmica
- Jeff Fenn - tastiere, sampler
- Alan Larson - basso
- Jeff Fenn - batteria